# دمن وديو
دَمـَن و ديو (بالإنجليزية: 'Daman and Diu)‏؛ الكجراتية: દમણ અને દિવ، المارثية: दमण आणि दीव, البرتغالية: Damão e Diu) هي منطقة هندية تطل على بحر العرب. وهي عبارة عن منطقتين منفصلتين تبعدان عن بعضهما بمسافة قدرها 792 كم. عدد السكان 101,439 نسمة. تقع دامان التي تبلغ مساحتها 74كم²، على ساحل كجرات جنوبي شبه جزيرة كاتيور في خليج كامبي (خامبات). ودامان هي عاصمة المنطقة. ويسود دامان مناخ معتدل ورطب، إلا أن مناخ ديو شديد الرطوبة والحرارة. ويتكلم سكان دامان وديو اللغتين الكجراتية والماراثية وأغلبهم يدينون بالهندوسية. مُرر تشريع لدمج إقليم اتحاد دامان وديو مع إقليم دادرا وناغار هافيلي لتشكيل إقليم بين دادرا وناغار هافيلي ودامان وديو في عام 2019 ليسري القانون من 26 يناير 2020.

## التاريخ
كانت ديو جزءًا من سلطنة كجرات التي كان يحكمها السلطان بهادور شاه، ثم أصبحت امتدادًا للإمبراطورية البرتغالية خلال القرن السابع عشر عندما غزت جيوش المغول كجرات. فطلب بهادور شاه مساعدة البرتغاليين، ومقابل ذلك أعطاهم باسين والمناطق المحيطة بها، وسمح لهم ببناء قلعة بديو. كذلك انتزع البرتغاليون دامان من سيف المُلك مفتاح وهو من نبلاء كجرات سنة 1559م. وبقيت جوا ودامان وديو تحت سيطرة البرتغاليين حتى بعد حصول الهند على الاستقلال من بريطانيا سنة 1947م. ثم حصلت على الاستقلال من البرتغال سنة 1961م. وفي سنة 1962م أصبحت دامان وديو إقليمًا موحداً مستقلاً.
لأكثر من 450 عامًا، كانت الجيوب الساحلية دامان وديو على ساحل بحر العرب جزءًا من الهند البرتغالية، إلى جانب جوا ودادرا وناغار هافيلي. تم دمج جوا ودامان وديو في جمهورية الهند في 19 ديسمبر 1961، عن طريق الغزو العسكري. لم تعترف البرتغال بضم الهند لهذه الأراضي حتى ثورة القرنفل عام 1974. كانت المنطقة أيضًا خاضعة لحكم كوليس.
كانت أراضي جوا ودامان وديو تُدار على أنها منطقة اتحاد واحدة حتى 30 مايو 1987، عندما مُنحت جوا دولة، تاركة دامان وديو كمنطقة اتحادية منفصلة. كل القطاع يشكل واحدا من اثنين أراضي النقابة المناطق. تبعد دامان وديو ما يقرب من 650 كيلومترًا عن بعضهما البعض عن طريق البر. في 3 نوفمبر / تشرين الثاني 2019، أصدر جامع دامان راكيش مينهاس أمرًا من القسم 144 يحظر التجمع السلمي لأربعة أشخاص أو أكثر، والصراخ بالشعارات واستخدام مكبرات الصوت في جميع أنحاء المنطقة، وأمر بتحويل المدرسة الثانوية الحكومية، بهيمبور ومدرسة سارفوتام الحكومية. مدرسة موتي دامان في «السجون المؤقتة». كان هذا ردًا على نزاع على ملكية الأرض بين مجتمع الصيد المحلي والإدارة المحلية  التي صادرت أراضيهم وهدمت منازلهم بالجرافات. نتج عن احتجاجات دامان لتطهير أراضي السكان الأصليين لعام 2019 التي تلت ذلك اعتقال 70 متظاهراً في السجون المؤقتة واعتقال 8 آخرين. تم إعادة تسكين عدد قليل من صيادي الأديفاسي بينما كان معظمهم يعانون من الصدمة والمشردين في الشوارع بالقرب من أنقاض منازلهم المدمرة. في ديسمبر 2019، أقر البرلمان الهندي تشريعًا لدمج دامان وديو مع إقليم اتحاد قريب من دادرا وناغار هافيلي لإنشاء منطقة اتحاد جديدة تُعرف باسم دادرا وناغار هافيلي ودامان وديو.

## الجغرافيا
تُعتبر دامان وديو إقليم اتحادية سابقة في شمال غرب الهند. كانت منطقة اتحاد منفصلة حتى 26 يناير 2020 قبل أن يتم دمجها مع إقليم اتحاد دادرا وناغار هافيلي لتشكيل يو تي واحد بسبب مساحتها الصغيرة. بمساحة 112 كـم2 (43 ميل2)، تُعتبر أصغر تقسيم إداري للهند في البر الرئيسي. تتألف المنطقة من منطقتين، دامون وجزيرة ديو، مفصولة جغرافياً عن طريق خليج كمبات. تقع ولاية كجرات وبحر العرب على حدود الإقليم.

## الاقتصاد
ويعتمد اقتصاد دامان على الزراعة والمنتجات البحرية، وتمثل التجارة أهم نشاط اقتصادي. ويمثل صيد السمك وإنتاج الملح أهم الاهتمامات بديو. وتوجد زراعة أشجار كزرونا بالإقليمين، وكانت زراعة هذه الأشجار ناجحة على نحو كبير في ديو لكونها تصد الكثبان الرملية حتى لاتتجاوز المزارع المجاورة.

## السكان
وفقًا لتعداد عام 2011، بلغ معدل معرفة القراءة والكتابة في دامان وديو 87.1٪، وهو أعلى من المعدل الوطني البالغ 74.04٪. وتبلغ معدلات الإلمام بالقراءة والكتابة بين الذكور والإناث 91.5 في المائة و 79.5 في المائة على التوالي. وسجلت أدنى نسبة من الإناث إلى الذكور في الهند (618 أنثى لكل ألف ذكر) في دامان وديو. منطقة دمن، التي تبلغ نسبة الجنس 533: 1000 (إناث: م)، هي من بين الأدنى من بين جميع المناطق.

### الدين
الهندوسية هي الديانة الأكثر شيوعًا في دامان وديو. المسلمون الآن هم أيضًا ثاني أكبر مجموعة دينية في المنطقة، يليهم المسيحيون الأصليون. المسيحيون الكاثوليك في دامان وديو يخدمون رعويًا أبرشية متروبوليتان للروم الكاثوليك في جوا ودامان، والتي لها مرآها في جوا، الرؤية الأولية للهند.

### اللغات
كانت الكجراتية هي اللغة الأم لمعظم سكان الإقليم، حيث ينتمون إلى طبقة دامانية الفرعية الناطقة باللغة الكجراتية. جنبا إلى جنب مع الكجراتية والهندية والإنجليزية تستخدم على نطاق واسع. كان دامان وديو في يوم من الأيام جزءًا من إقليم اتحاد مشترك مع جوا (منطقة ناطقة بالكونكانية) قبل أن تصبح جوا دولة في عام 1987. استخدام اللغة البرتغالية، التي كانت اللغة الرسمية للإقليم خلال الفترة الاستعمارية، في تراجع وهبط إلى الاستخدام المنزلي. كما أنها تستخدم كلغة طقسية من قبل الكاثوليك في المنطقة. اللغة البرتغالية القياسية موجودة في سلسلة متصلة لما بعد الكريول بينما يتحدث دامان وديو البرتغالية حوالي 10000-12000 شخص في دامان. اللغات التي يتم تدريسها في مدارس دامان وديو بموجب صيغة ثلاث لغات هي:
- اللغة الأولى: الكجراتية
- اللغة الثانية: الهندية
- اللغة الثالثة: الإنجليزية

## الإدارة
وفقًا لدستور الهند، تم تنفيذ إدارة دامان وديو من قبل مسؤول، تم تعيينه من قبل رئيس الهند كوكيل للرئيس، وليس رئيس دولة / حكومة أو حاكم. وساعده عدة ضباط آخرين في أداء واجبه.

### المناطق
كانت منطقة اتحاد دامان وديو من منطقتين:
- مقاطعة ديو بمساحة 40 كـم2 (15 ميل2). المستوطنة الرئيسية هي مدينة ديو.
- حي دمن بمساحة 72 كـم2 (28 ميل2). المستوطنة الرئيسية هي مدينة دمن.

## روابط خارجية
- الموقع الرسمي لإدارة دمن
- رجال دول العالم، بما في ذلك قوائم حكام داماو وديو